# Герб Сокаля
Герб Сока́ля затверджений 17 березня 1999 року сесією Сокальської міської ради. герб є промовистим.
Автор — А. Гречило.

## Опис герба
Щит герба прямокутної форми, з півколом в нижній частині (т. зв. іспанський). На синьому полі зображення золотого сокола із відведеними назад крильми, що стоїть на урізаній срібній балці.

## Історія
Герб Сокаля розроблено на підставі герба міста з печаток XVI ст. (найстаріша печатка міста датована 1565 роком). На цьому гербі сокіл сидів на урізаній балці з відведеними назад крилами на ренесансному щиті в супроводі частково збереженого напису: … SOKAL …72. Натомість, на печатці, якою місто користувалося впродовж 1578–1666 рр., сокола розміщено в овальному бароковому щиті в супроводі напису: • SIGILVM • CIVITATIS • SOKAL • 157873. Цей же герб був на пізніших печатках Сокаля (у документах середини 19 ст. вказано колір поля щита — синій).

Згодом з'явилося зображення міської стіни з трьома вежами, а сокіл опинився у відчинених воротах, як, наприклад, на міському прапорі, який на початку XVIII ст. захопили шведи.
У час після ліквідації Белзького воєводства наводиться такий опис герба: на червоному тлі — мурований срібний замок із трьома вежами та відчиненою золотою брамою, у якій стоїть обернений праворуч срібний сокіл.
У виданому у Відні у 1885 році Гербовнику опис звучить так: «У червоному полі на зеленій основі срібна міська ворітна вежа з трьома вежками і золотими стулками воріт, у відчинених воротах — золотий орел з розправленими крилами».
У кінці XIX ст. робилися спроби перемалювати сокола і на срібного орла. Деякі австрійські геральдисти трактували зображення сокола на гербі міста як срібного орла з давньої державної емблеми Королівства Польського. Г. Г. Штрель, зокрема, зазначав: «Сокаль має у гербі міський мур із трьома вежами, у відчиненій брамі якого орел — герб Польщі». Однак трактування Г. Г. Штреля слід вважати хибним.
У 30-х роках 20 ст. В. Гумовський виконав реконструкцію герба у вигляді сокола на червоному полі.
У сучасних реконструкціях фігури щита зображають і золотими, і срібними.